# 2005 en Grèce
Chronologie de la Grèce
- 2001
- 2002
- 2003
- 2004
- 2005
- 2006
- 2007
- 2008
- 2009

Cette page concerne les évènements survenus en 2005 en Grèce  :

## Évènement
- Suite de l'affaire des écoutes téléphoniques, également appelée le Watergate grec.
- 8 février : Élection présidentielle
- 14 août : Le vol Helios Airways 522 s'écrase sur une montagne près de Marathon.
- octobre : Signature du traité instituant la Communauté de l'énergie, à Athènes.

## Cinéma - Sortie de film
- 18-27 novembre : Festival international du film de Thessalonique.
- Kinetta
- Opa !

## Sport
- 22 octobre 2004-12 mars : Top Teams Cup masculine (volley-ball).
- 11-13 février : Championnats d'Europe de karaté juniors et cadets à Thessalonique.
- 24 juin-3 juillet : Participation de la Grèce aux Jeux méditerranéens (en) à Almería en Espagne.
- 6-14 août : Participation de la Grèce aux Championnats du monde d'athlétisme (en) à Helsinki en Finlande.
- Championnats d'Europe de gymnastique acrobatique à Thessalonique.
- Championnat de Grèce de football 2004-2005
- Championnat de Grèce de football 2005-2006
- Coupe de Grèce de football 2004-2005 (en)
- Coupe de Grèce de football 2005-2006 (en)
- Création du championnat de Grèce de rugby à XV.
- Meis–Kaş Swim (en), épreuve de natation entre l'île de Kastellórizo et la ville de Kaş en Turquie.
- Création des clubs de sport : AEK Athènes (handball), Amazones Dramas (en) Doxa Proskinites F.C. (en) et Tyrnavos 2005 F.C. (en) (football).

## Création
- Agence européenne chargée de la sécurité des réseaux et de l'information, créée en 2004, elle est inaugurée en septembre et basée à Héraklion.
- Association Internationale pour la Réunification des Sculptures du Parthénon (en)
- Cretaquarium
- Gare de Kalochori-Panteichi (en).
- Musée des chemins de fer électriques du Pirée
- Proto Thema (en), journal.
- The Mall Athens (en), centre commercial.

## Dissolution
- Front hellénique (en), parti politique.

## Décès
- Alékos Alexandrákis, acteur et réalisateur.
- Grigóris Bithikótsis, chanteur.
- Kóstas Manoussákis, réalisateur, scénariste et producteur.